# Lipno nad Vltavou
Lipno nad Vltavou (en allemand : Lippen) est une commune du district de Český Krumlov, dans la région de Bohême-du-Sud, en République tchèque. Sa population s'élevait à 667 habitants en 2020.

## Géographie
Lipno nad Vltavou se trouve à 6 km à l'est-sud-est de Frymburk, à 21 km au sud-sud-ouest de Český Krumlov, à 42 km au sud-ouest de České Budějovice et à 161 km au sud de Prague.
Lipno nad Vltavou est située sur les rives du lac de barrage de Lipno (réalisé entre 1952 et 1959), lequel barre la rivière Vltava, dans les environs du parc naturel Vyšebrodsko et des réserves naturelles de Čertova stěna (mur du diable) et Luč (mont Kienberg, 933 m). Un massif de granite et les restes d'une forêt primaire peuvent y être contemplés.
La commune est limitée par Frymburk au nord, par Vyšší Brod à l'est, par Loučovice au sud, et par Přední Výtoň à l'ouest.

## Histoire
Lipno nad Vltavou constitue le terminus de la ligne ferroviaire Rybník–Lipno nad Vltavou, l'ancienne ligne régionale électrifiée Zartlesdorf–Lippnerschwebe. Lippen (l'ancien nom allemand du village) était habité par des Allemands, lesquels furent expulsés en 1945-46. L'ancien site était peuplé par des bûcherons. La construction du barrage dans les années 1950 et 1960 conduisit à son presque anéantissement. Un nouveau village fut alors construit directement au niveau du nouveau lac. La région est désormais une zone touristique particulièrement appréciée en République tchèque, avec également du tourisme transfrontalier.

## Administration
La commune forme une seule divisions cadastrales, mais compte plusieurs hameaux : Slupečná (en allemand : Luppetsching), Kobylnice (Goblens) et Kramolín (Gromaling).

## Loisirs
Un marathon de patinage fut organisé en 2005 pour la première fois sur le lac gelé. Une piste de 11 km y est tracée entre Lipno et Frymburk, lorsque les conditions météorologiques sont réunies.
En été, les touristes apprécient les divers campings et pistes cyclables. Il est possible de pratiquer la voile, le kayak et le rafting. La coupe du monde de rafting y fut organisée en 2003. Il est possible de nager au niveau des plages de sable, mais aussi dans la piscine couverte qui a été construite en 2003.
L'infrastructure compte une capacité de 3 500 lits pour accueillir les touristes.

## Domaine skiable
Une très petite station de sports d'hiver a été aménagée sur les hauteurs de Lipno nad Vltavou, sur les pentes des monts Kramolín et Slupečný Vrch. Après la station de Špičák, située au nord-ouest, elle possède le plus vaste domaine skiable du sud de la République tchèque. Il est directement accessible depuis le parking de 670 places situé à l'entrée de la station.
Trois télésièges 4-places à tapis d'embarquement, relativement lents mais de construction récente, desservent le domaine. Les pistes sont larges et particulièrement adaptées pour les skieurs de niveau débutant. La station affirme proposer le plus vaste domaine pour débutants du pays. Les pistes offrent toutefois un dénivelé total relativement restreint. La piste bleue Jezerni, longue de 1 300 mètres, est équipée pour la pratique du ski nocturne. Elle est très ensoleillée et permet le retour en station. En dehors de cette dernière, les pistes sont principalement situées sur le versant caché de la montagne.
Du fait de sa faible altitude, la station est très dépendante de l'enneigement automatique. 100 % du domaine est couvert par des enneigeurs. Toutefois, le snowpark n'est pas préparé lorsque la neige naturelle manque.
Un skibus gratuit circule dans la station pendant la saison hivernale.